# Atascosa megye
Atascosa megye az Amerikai Egyesült Államokban, azon belül Texas államban található. Megyeszékhelye Jourdanton, legnagyobb városa Pleasanton. Lakosainak száma 48 981 fő (2020. április 1.). Atascosa megye Bexar, Wilson, Karnes, Live Oak, McMullen, La Salle, Frio és Medina megyékkel határos.

## Népesség
A megye népességének változása:
| Lakosok száma | 44 958 | 45 472 | 46 423 | 47 093 | 48 435 | 48 981 |
|               | 2010   | 2011   | 2012   | 2013   | 2015   | 2020   |